# Olivetti Envision
De Olivetti Envision (400/P75) is een antracietkleurige multimedia-pc met de vorm en grootte van een desktop cd-speler, die voor het eerst op de markt verscheen in 1995.
Het apparaat was verkrijgbaar met een 486 DX4 100 MHz en Pentium 75 MHz processor. Een Pentium 133-uitvoering zat in de planning maar is er nooit gekomen.
Omdat de verkoop is geflopt (oorspronkelijke prijs in 1995 ca f5000,=) is het apparaat eind 1996 gedumpt voor ongeveer f1000,= (f1350,= voor het model met modem en MPEG-kaart). De reden dat het apparaat niet liep was waarschijnlijk de slechte leesbaarheid op een tv scherm en de te hoge prijs of het was zijn tijd simpelweg te ver vooruit. Op de computer kan overigens ook een monitor worden aangesloten.

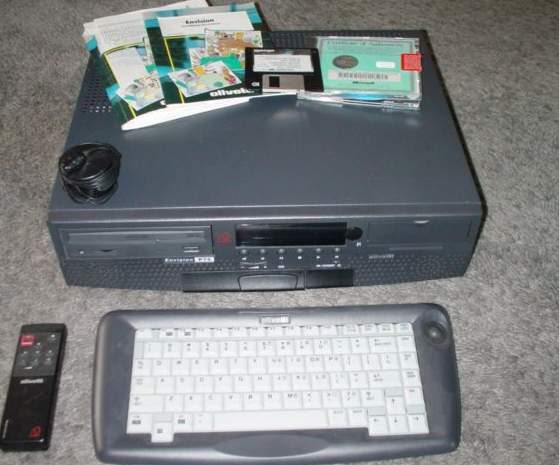
Olivetti Envision P75

Als de computer via een RGB-scart-kabel op een tv met RGB-ondersteuning aangesloten wordt, wordt de leesbaarheid beter.
De grafische interface (Olitutor) waar de pc standaard mee opstart is wel vrij goed te bekijken op een gewone tv. Dit is een vervanging van het Startmenu en is geschikt voor kleine kinderen en ouderen. Standaard is KidDesk geïnstalleerd, een desktopmanager voor meerdere gebruikers. Iedere gebruiker heeft hierbij de beschikking over een eigen bureaublad en een eigen wachtwoord. De gebruikers kunnen hun eigen programma's uitvoeren maar niets aan het besturingssysteem veranderen. Er is een beheerder wachtwoord nodig om weer terug te kunnen gaan naar het standaard bureaublad.
De Envision P75 is voorzien van twee scartaansluitingen (één voor de tv en een voor een videorecorder), een draadloos keyboard met ingebouwde muis en een afstandsbediening voor de cd-functies. Ook kunnen een standaard keyboard en SVGA-monitor aangesloten worden.
Deze PC heeft een echte stand-bymode waarin het apparaat onbeperkt kan blijven staan (opstarten duurt slechts enkele seconden).